# Зика вирус
Зика вирус (ЗИКВ) је арбовирус из породице Флавивиридае, рода Флавивирус и групе Спондвени, који је одговоран за појаву Зика грознице код људи. Ово је уједно и једини арбовирус који се највероватније преноси сексуалним путем, док још није познато да ли се може пренети са једне на другу особу попут грипа. Постоје две врсте ЗИКВ: Афричка и Азијска подврста која се недавно појавила У Пацифику и на Америчком континенту.
Вирус је први пут идентификован 1947. године код носиоца вируса, мајмуна из шуме Зика, по којој је вирус добио име. Након тога ЗИКВ је откривен код комараца (Aedes africanus) у истој шуми 1948. године и на крају код људи 1952. године. Вирус се у наредним деценијама 20. века широко распростанио у тропске регионе Азије и Африке.
У 21. веку Зика вирус је одговоран за велику епидемију Зика грознице на острву Јап у Микронезији, где је вирусом било инфицирано скоро три четвртине становништва овог острва. Сматра се да се након ове епизоотије, ЗИКВ у виду епидемија различитог интензитета све више ширио и тако освајао нова подручја. Тренутно хара Јужном и Латинском Америком и на неколико карипских острва (2016 године). Светска здравствена организација сматра да је разлог брзог ширења вируса тај што је болест доспела на нова подручја, у којима становништво није стекло имунитет.
Преноси га ујед зараженог комарца Aedes aegypti, који је одговоран и за ширење жуте и денга грознице. Клиничка слика Зика грознице слична је арбовирусној грозници. Код одраслих особа манифестује се грозницом, осипом по кожи, главобољом, боловима у мишићима. Мада у 70-80% случајева Зика грозница може проћи и без симптома, она, према до сада израженим сумњама, код беба може довести до микроцефалија, услед које обим главе новорођенчета износи мање од 32 cm, што омета даљи развој детета.
Тренутно не постоји профилакса, терапија и вакцина која би поуздано штитила од инфекције Зика вирусом. Једине мере превенције су уништавање комараца, личне заштите од убода комараца, изолација оболелих и перманентна контрола трудница у зараженим подручјима.

## Историјат
Вирус је први пут откривен у априлу 1947. године код макаки мајмуна који су коришћени у истраживањима жуте грознице у Зика шуми, на обалама језера Викторија, на полуострву Ентебе у Уганди. Вирус је поново изолован у истој шуми следеће 1948. године код афричких комараца (лат. Aedes africanus). Ентебе је место где се данас налази Институт за вирусолошка истраживања у Уганди (UVRI), па између осталог и Зика вируса.
Да су вектори преноса Зика вируса комарци из рода Aedes, доказано је експериментално, у лабораторијским условима, 1956. године.
Први случајеви Зика грознице изазвани овим вирусом описани су 1964. године, потом четири године касније, 1968. године, затим 1971. и 1975. године, када је Зика вирус изолован код оболелих људи у Нигерији.
Између 1951. и 1981. године, вирус је изолован код болесника оболелих од Зика грознице, помоћу серолошких анализа, у многим афричким земљама (Уганда, Танзанија, Египат, Централна Афричка Република, Сијера Леоне, Габон и Сенегал) и Азије (Индија, Малезија, Филипини, Тајланд, Вијетнам и Индонезија).
Геном вируса секвенциран је први пут 2006. године.
Агенције које од 2014. године истражују Зика грозницу проналазе све већи број доказа о вези између Зика вируса аутоимуних поремећаја и микроцефалије. Међутим, потребно је још много истраживања пре него што се докаже веза између микроцефалије код беба и Зика вируса. Други потенцијални узроци су такође у фази истраживања.
Почетком 2016. године Светска здравствена организација (СЗО) прогласила је глобалну ванредну ситуацију због брзог ширења Зика вируса, и све веће опасности за јавно здравље у свету, иако нема доказа да је вирус Зика одговоран за нагли пораст броја беба рођених у Бразилу са абнормално малим главама.

## Вирусологија
Зика вирус је РНК вирус и један у ланцу позитивног поларитета 10 из 794 нуклеотида који је кодиран полипротеинским прекурсорима од 3.419 аминокиселина. Он поседује као и други чланови рода флавивирус исте структурне карактеристикама и исти циклус репликације. То је исто и са његовом генетском организацијом, осим у некодирајућем региу 3'-терминала, где су неке секвенце уметнуте између различитих чланове рода и имају оригинални изглед.
Овај облик у три региона (у источној Африци, западној Африци и Азији), филогенетски је веома близу Спондвени вирусу (Virus Spondweni), са којим је чини форму клона, у оквиру рода флавивируса. Остали чланови рода су ближи вирусима Илеус (Virus Ilheus), Роцио (Virus Rocio) и енцефалитис Ст. Луис.
Коинфекција овог вируса са другим вирусима је могућа (нпр Чикунгуња+Денга+ Зика), са потенцијално другачијом клиничком сликом.

## Етиопатогенеза
О етиопатогенези Зика вируса се мало зна јер се мало проучавало. Код људи, после инкубације од 3 до 12 дана, виремија се углавном јавља између другог и петог дана.
У студије на лабораторијским мишевима вирус показује тропизам према мозгу, и изазива оштећење централног нервног система, углавном посредством дегенерације нервних ћелија и глије 38. у региону хипокампуса, са општим омекшавањем мозга и евентуалном поренцефалијом.
Код мишева вирус такође изазива миозитис скелетних мишића и миокардитис, понекад повезан са плућним едемом 39. Инфициране ћелије се штите конвенционалним процесом аутофагије како би се одбране од вируса, али се биолошки процес који покреће вирус, непрстано понавља и тако инфицира и друге ћелије.
Неке студије указују на то да инфекција Зика вирусом тежи да умањи виремију вирусом жуте грознице, код мајмуна, у случајевима коинфекције, без блокирања пренос вируса на друге ћелије.
У комарца спољашњи период инкубације, односно време између инфекције комарца након сисања крви виремичних кичмењака до тренутка када он постаје у стању да пренесе вирус на новог кичмењака (домаћина), је од 5 до 7 дана 32, нешто краћа од инкубације вирусом, жуте грознице.

## Епидемиологија
До сада спроведена серолошка испитивања у Азији и Африци, утврдила су да највероватније на овим подручјима постоји прикривена циркулација ЗИКВ са детекцијом специфичних антитела код различитих животињских врста (крупних сисара; орангутани, зебре, слонови, водени биволи) и глодара, још од педесетих година 20. века.
Географска распрострањеност ЗИКВ установљена је на основу резултатима испитивања ја изолацијом вируса код комараца и људи, и на основу извештаја о случајевима који су били повезани са путовањима. О појави епидемије Зика грознице, врло мало је публикованих података. Прва епидемија је пријављена на острву Јап, Микронезија (од априла до јула 2007. године). Ово је уједно била прва епидемија ЗИКВ пријављена ван територије Африке сам Азије. У периоду од 2013. до 2015. године евидентирано је неколико значајнијих епидемија на острвима и архипелазима Пацифика, укључујући и велику епидемију у Француској Полинезији. Током 2015. године ЗИКВ се појавио у Јужној Америци са епидемијама на ширим подручјима У Бразилу и Колумбији.

### Трансмисија ЗИКВ на глобалном нивоу
Према подацима Америчких здравствених званичника, на дан 19. јануар 2016. године, Зика вирус је, идентификован у 28 земаља, које се уједно сматрају као ризичне. То су: Барбадос, Боливија, Бразил, Зеленортска Острва, Колумбија, Еквадор, Ел Салвадор, Фиџи, Француска Гијана, Гвадалупе, Гватемала, Гвајана, Гваделуп, Хондурас, Хаити, Мартиник, Мексико, Нова Каледонија, Панама, Парагвај, Порторико, Самоа, Свети Мартин, Суринам, Соломонска Острва, Тајланд и Венецуела. Наведени подаци биће ажурирани када нека нова земља потврди трансмисију, или када нека од наведених земља девет месеци не пријави ни један нови случај локалне трансмисије.

### Трансмисија вируса у Јужној, Латинској и Северној Америци
у мају 2015. године пријављени су први случајеви заражавања Зика вирусом у Бразилу, који се се убрзо проширио на 21 земаља и територија Америке тако да је до јануара месеца 2016. године, био потврђен аутохтони пренос Зика вируса у 19 земаља у Америци изван Бразила (10). Иако другим земљама у Америцас, укључујући и Уругваја и Аргентину, нису пријавили аутохтони Зика вирусу, присуство истоветних вектора (Aedes aegypti), у овим земљама представља потенцијалну опасност за даље ширење вируса.
Претпоставља да су, Канада и Чиле сигурни од вируса због одсутности комарца из групе Aedes aegypti. Такође Зика још није забележена у континенталним деловима Сједињених Америчких Држава, али је и овај део САД у великом ризику, због присуства вектора (Aedes aegypti). 
Постоје два главна разлога за брзог ширење вируса Америком:
- Први, што становништво обе Америке није претходно били изложено Зика вирусу и стога нема имунитет,
- Други, што у свим земљама Америчког региона, осим Канаде и Чилеа постоје комарци из рода Аедес - главни вектори преношења Зика вируса.

СЗО предвиђа да ће Зика вируси у другој деценији 21. века наставити да се шири и да ће вероватно настанити све земље и територије у региону које настањују Аедес комарци.
До 1. фебруара 2016. појава Зика вируса пријављена је у 23 земље у Америци, са очекивањем, да у наредном периоду оболи три до четири милиона нових случајева на Америчком континенту, према изјави Маркоса Еспинала, директор одељења за заразне болести и анализу здравља СЗО за ову бласт. Када је Аргентина крајем јануара 2016. пријавила свој први случај, у Бразилу (са највећим бројем случајева) број оболелих достигао 1,5 милиона случајева.
Иако још није званично доказана веза између Зика вируса и инфекције са урођеним неуролошким синдромом, у виду микроцефалија, до овог датума пријављено је 4.180 сумњивих случајева само у Бразилу, што је значајно повећање у односу на 147 случаја у 2014. години.
Почетком фебруара 2016. први пут су здравствени званичници Националног Института за здравље у Колумбији, директно приписали смртне последице вирусу Зика, код три случаја у Колумбији. Као непосредни узрок смрти наводи се редак неуролошки синдром изазван вирусом. Колумбија је, поред Бразила најтеже погођена Зика вирусом.

### Трансмисија вируса у Европи
У Европи, Зика вирус је у јануару 2016. године идентификован у Великој Британији, Италији, Холандији, Португалу, Швајцарској (код 4 путника који су се вратила из Латинске Америке) и Данској. Ризик од даљег преноса Зика вируса на суседну Француску и друге европске земље у окружењу је могућ преко Аедес (Aedes albopictus) комараца (који живе у овим деловима Европе) заражених вирусом из крви виремичних пацијента у погођеним земљама. Међутим, засада та опасност не постоји, пошто су комарци у овом делу Европе у фази мировања, тако да трансмисију вирус треба (евентуално) очекивати од маја до новембра 2016. године.

### Улога комараца у дистрибуцији Зика вируса
Комарци су веома распрострањена врста инсеката, која се јавља у свим регионима света, осим Антарктика. У свету је описано преко 3.500 врста комараца. Неки комарци који убадају људе рутински делују као вектори за пренос неколико заразних болести (у које спада и Зика грозница) које утичу на здравље милиона људи годишње. Други комарци (који рутински могу убости и људе), су примарно вектори за болести животиња, и могу бити узрочници катастрофалних зооноза и других болести, када је њихово станиште поремећено, нпр након изненадних крчења шума.
У топлим и влажним тропским регионима комарци су активни током целе године, док су у умереним регионима они у хибернацији преко зиме. На Арктику комарци могу бити активни само неколико недеља. Током времена интензивне активности, комарци су присутни у великом броју и може да прикупе и до 300 ml крви дневно од сваке животиње или човека.
Јаја комараца сојева у умереним зонама су толерантнији на хладноћу од оних из топлијих региона. Они чак могу бити отпорни на снег и температуре испод нуле, а одрасли комарци преживљавају и током зиме у одговарајућим микростаништа.
Широм света преношење разних врста комараца на велике удаљености и у регионе где они нису аутохтона врста омогућио је и човек, пре свега поморским саобраћајем, којим се превозе јаја, ларве и одрасли комарци у водом напуњеним гумама и резаном цвећу. Међутим, осим поморског транспорта, комарци се ефикасно преносе и возилима, камионима за испоруку робе, возом и авионом. Карантинске мере за сузбијање преноса комараца показале су тешко применљиве због недовољне доследности.
Већина инфекција Зика вирусом код људи и животиња, узрокована је преносом вируса путем заражених комараца, па се они сматрају главним преносиоцима болести. Ови комарци живе у близини људи који стварају идеалне услове за њихову репродукцију - устајала вода у канализацији, ровови за наводњавање, вода у подметачима испод саксија са цвећем, вода у одбаченим гумама, олуцима, барама на окућници и појилицама за животиње и птице, у рибњацима који се не проветравају, фонтанама итд.
Зика вирус, као вектори, преносе комарци својим дневним активностима. Вирус првенствено преносе женке из фамилије Aedes — Aedes aegypti како би положиле јаја, али је вирус изолован и код других врста комараца из рода Aedes — A. africanus, A. apicoargenteus, A. furcifer, A. hensilli, A. luteocephalus and A. vittatus са спољашњњим периодом инкубације у телу комараца од око 10 дана.
Пренос вируса преко јаја заражених комараца на нову генерацију ларви (трансоваријално пренос) познат је код врста Aedes aegypti и Aedes albopictus. Такође су откривене и многе друге врсте комараца као вектори Зика вируса. У Африци, главни вектор је Aedes furcifer, или Aedes africanus. Вирус је такође пронађен и код других комараца из рода Aedes, Anopheles, Mansonia, Eretmapodites. Међу наведеним, Aedes aegypti, је главни вектор бројних арбовируса, и одговоран је за 9 преноса вируса у многим афричким шумама. Током епидемије Зика грознице на острву Јап у 2007. години, Aedes hensilli идентификован је као главни вектор вируса.
Осим наведеног, у експерименталним студијама утврђена је велика улога тиграстог комараца Aedes albopictus, који обилато дистрибуира вирусе широм света, па је тако у стању да преноси и Зика вирус. Пренос вируса преко  A. albopictus, тиграстог комарца, пријављена је 2007. у Габону где се недавно проширио на целу земљу и постао примарни вектор за пренос Чикунгуња и денага вируса, и појаву епидемија.
У Африци, Јужној и Латинској Америци главни преносилац Зика вируса су две врсте комараци из фамилије Aedes — Aedes aegypti у тропским и суптропским регионима и Aedes albopictus који може да преживи у хладнијим климатским областима.
На глобалну дистрибуција Зика вируса највише утиче цитирани Aedes aegypti, који се и највише шири због глобалне трговине и путовања, и зато је дистрибуција овог вируса једна од најобимнијих икада забележена (на свим континентима, укључујући Северну Америку, па чак и европске периферне земље (Мадеиру, Холандију, и североисточни део црноморске обале).
Иако је инфекција комараца Зика вирусом првенствено изражена у влажним подручјима - где се комарци током целе године размножавају, ситуација се на глобалном ниво све више мења. Наиме популација која носи Зика вирус пронађена је нпр. у околини Вашингтону, а генетски докази говоре да су ови комарци преживели најмање четири узастопна зиме у овом региону. Аутори бројних студија закључују да се комарци све више прилагођавају животу у областима са северном климом.

### Улога других чинилаца у преношењу Зика вируса
Улога комараца у преношењу Зика вируса до сада је добро документована и схваћена, али докази о другим начинима преноса је ограничена.

#### Полни пут преношења вируса
Зика вирус је изолован у људском семену, а откривени су и случајеви могућег сексуалног преноса. Међутим, више доказа је потребно да се потврди да ли је сексуални контакт начин за пренос Зика вирус.

#### Хематогени пут преношења вируса
Зика вирус се може пренети и путем крви, али је ово један од ређих механизама. Зато се здравствени радници требају придржавати свих стандардних мера предострожности које су већ на снази, за обезбеђивање сигурне донације крви и трансфузије исте.

#### Унутарматерични пут преношења вируса
Доказ о преносу Зика вируса током трудноће или порођаја мајке на дете је такође ограничена. Истраживање је тренутно у току како би се прикупило више доказа за перинатални пренос и боље изучило како вирус утиче на бебе.

#### Преношење вируса мајчиним млеком
Тренутно не постоје докази да се Зика вирус може пренети на бебу путем мајчиног млека. Мајке у зараженим областима са Зика вирусом треба да прате савете и препоруке СЗО препоруке у вези дојења (искључивог дојења у првих 6 месеци, а затим настављено дојење са дохрањивањем до 2 године живота или и даље).

## Микроцефалија - потенцијално најопаснија последица обољевања од Зика вируса
До јануара 2016. године спроведена истраживања потврдила су присуство Зика вирусног генома (техником ланчане реакција полимеразе (RT-PCR), у реалном времену), у амнионској течности трудница, чији фетуси су имали манифестну микроцефалију, која је утврђена након спроведеног пренаталног ултрасонографског снимања.
У Бразилу, у новембру 2015. године, установљено је присуство Зика вирусног генома у узорцима ткива и крви узоркованих од мртворођеног новорођенчета са микроцефалијом. Ови налази потврђени су почетком јануара 2016. и имунохистохемијским анализама од стране ЦДЦ, у Бразилу.
Недавна студија Fiocruz-Paraná, у којој је коришћена хистохемијска анализа, потврдила је присуство Зика вируса у плаценти оболеле труднице.
Првобитна, преепидемијска, преваленција микроцефалија у Бразилу, била је око 0,5 случајева на 10.000 живорођених беба, што је ретроградно израчунато на основу матичних књига рођених, и била је нижа од очекиване процене од 1-2 случаја на 10.000 живорођених беба, што је значајно мање, од преваленције микроцефалије у свету, у периоду од 2008 до 2012. године (видети табелу испод)
Преваленција микроцефалије (на 10.000 рођених) за све земље у евиденције EUROCATA од 2008. до 2012.
|               | Живорођено | Фетална смрт | Прекид трудноће због дијагностикованих аномалија | Укупно | Преваленција       |
| ------------- | ---------- | ------------ | ------------------------------------------------ | ------ | ------------------ |
| Микроцефалија | 1.056      | 52           | 93                                               | 1.201  | 2,85 (2,69 - 3.02) |

Међутим подаци с краја 2015. указује на све масовнију појаву микроцефалије и пораст њене преваленције у Бразилу, која је у другој половини 2015. године износила више од 3.000 сумњивих случајева (са преваленцијом од око 20 случајева на 10.000 живорођених). На дан 1. фебруар 2016. године тај број нарастао је на 4.180 случајева. На основу ових података СЗО је закључила да је дошло до наглог пораста и распрострањености броја оболелих, који је једним делом и последица бољег (посебног) обавештења које није било на захтеваном нивоу. Такође СЗО изразила је и сумњу да је ова бројка већа, јер се и даље блажи случајеви микроцефалије не пријављују епидемиолошкој служби.

## Клиничка слика инфекције изазване ЗИКВ
Инкубација и трајање болести
Период инкубације (време од изложености вирусу до појаве симптома) Зика вирусом изазване болести није јасан, али је вероватно да износи неколико дана. Према досада објављеним подацима 80% оних који су носиоци вируса не показују симптоме Зика грознице. Симптоми Зика грознице, који су обично благи трају 2-7 дана, а болести се у највећем броју случајева повлачи у року од недељу дана.
Према досада објављеним подацима 80% оних који су носиоци вируса не показују симптоме Зика грознице.
Знаци и симптоми
Код манифестних облика клиничку слику карактеришу симптоми који су слични осталим арбовирусним инфекцијама (као што је денга), и укључују; грозницу, малаксалост, главобољу, конјуктивитис, пролазни артритис/артралгију (углавном у мањим зглобовима шака и стопала) и макуло-папуларну оспу, која најчешће прво почиње на лицу, а затим се шири по целом телу.
Основни симптоми у Зика грозници
| Температура 37,2 °C до 38 °C  | Болови у мишићима и/или зглобовима |
| Свраб и макуло-папуларни осип | Општа слабост                      |
| Непурулентни конјуктивитис    | Едем доњих удова                   |
| Главобоља                     |                                    |

## Дијагноза
Дијагноза инфекције Зика вирусом заснива се на:
- Детекцији вирусне РНК из клиничких узорака акутно оболелих пацијената.
- Директној детекцији вируса у крви и ткивима, 3 до 5 дана након појаве првих симптома болести,
- Детекцији вируса у мокраћи до 10 дана након појаве првих симптома.

Од петог дана након појаве симптома грознице, серолошким испитивањима могу се открити Зика-специфична IgM и IgG антитела и даље потврдити дијагноза тестом неутрализације, сероконверзије или четвороструким повећањем титра Зика специфичних антитела у узорцима серума.
Први комерцијални комплети одобрени у Бразилу за дијагнозу Зика вируса.
| Назив теста                 | Идентификују болести                          | Време откривања                       | Метод                                                                   | Произвођач теста |
| --------------------------- | --------------------------------------------- | ------------------------------------- | ----------------------------------------------------------------------- | ---------------- |
| IF: Mosaico Arbovírus 2 IgG | Зика , Чикунгуња, Денга (серотип 1, 2, 3 и 4) | Након инфекције                       | Индиректно имунофлуоресцентно - открива IgG антитела                    | Euroimmun        |
| IF: Mosaico Arbovírus 2 IgM | Зика , Чикунгуња, Денга (серотип 1, 2, 3 и 4) | Акутна фаза инфекција                 | Индиректно имунофлуоресцентно - открива IgM антитела                    | Euroimmun        |
| Bio Gene Zika Vírus PCR     | Зика                                          | Фаза у којој је у телу присутан вирус | Ланчана реакција полимеразе (PCR) - детектује генетски материјал вируса | Quibasa          |
| Bio Gene Dengue PCR         | Денга (серотип 1, 2, 3 и 4)                   | Фаза у којој је у телу присутан вирус | Ланчана реакција полимеразе (PCR) - детектује генетски материјал вируса | Quibasa          |
| Bio Gene Chikungunya PCR    | Чикунгуња                                     | Фаза у којој је у телу присутан вирус | Ланчана реакција полимеразе (PCR) - детектује генетски материјал вируса | Quibasa          |

Тумачење серолошких реултата
Серолошки резултати се тумаче према вакциналном статусу и претходној изложености другим инфекцијама изазваним узрочницима из рода Флавивируса.

## Диференцијална дијагноза
У диференцијалној дијагнози треба имати у виду и друга инфективне клиничке болести, као и могућност удружене инфекције ЗИКВ са другим болестима које преносе комарци, као што су денга грозница, грозница Западног Нила, чикунгуња и маларија.

## Терапија
У досадашњој медицинској пракси није откривена вакцина против ЗИКВ, а не постоје ни специфични лекови за превенцију инфекције (као нпр код маларије).
Терапија је симптоматска и углавном се заснива на снижавању телесне температуре, ублажавању бола и на примени антихистаминика у случајевима појаве осипа који је праћен сврабом.
Лечење ацетилсалицилном киселином и нестероидним антиинфламаторним лековима (НСАИЛ) за сада се не препоручује због могућег повећаног ризика од хеморагијског синдрома који је потврђен код инфекција изазваних другим вирусима из групе флавивируса са једне стране, као и због ризика од појаве Рејевог синдрома насталог након вирусне инфекције код деце и адолесцената.

## Мере превенције
Међу најзначајније мере превенције даљег ширења Зика вируса спадају:
- Колективне мере заштите
- Личне мере заштите од уједа комараца
- Изолација болесника

### Колективне мере заштите
Колективне мере за заштиту животне средине од најезде комараца, су на првом месту у превенцији даљег ширења ЗИКВ, јер имају за циљ смањење густине вектора (преносилаца) болести. Наиме само контрола популација комарац је једина успешна мера којом се може успешно прекинути даљи пренос вируса из породице денга, Зика и Чикунгуња.
У колективне мере заштите спадају; елиминација станишта и услова за боравак и размножавање комараца и примена средства за сузбијање комараца.

#### Елиминација станишта, услова за боравак и размножавање комараца
Комарци полажу јаја у стајаћој води а цео процес од полагања јаја до стварања и прерастања ларви у одрасле комарце, спремне да лете и преносе Зика вирус траје око четири дана. Чак и мале количине воде, на пример, у тацни под саксијом за цвеће, може бити погодно и плодно станиште за боравак и размножавање комараца.
Зато је важно да се у околини кућа и других објеката и површина на којима стално бораве људи и стока елиминише што више станишта са стајаћом водом. То се може постићи:
- Редовном (два пута недељно) заменом стајаће воде свежом водом у објектима и посудама као што базени, посуде за напајање водом животиња, подметачима под саксијама, и отпаду за рециклажу у за то намењеним кантама, итд.
- Редовним уклањањем старих и непотребних предмета око куће и друге имовине (нпр. старе гуме) који имају тенденцију да прикупљају атмосферску воду.
- Променом воде у базенима за барске птице и кућне љубимце, као и у танковима за купање стоке.
- Редовним чишћењем олука и других сабирних канала и сливника за атмосферску и отпадну воду, чиме се спречава стварање влажне средине за настањивање и размножавање комараца.
- Куповином аератор за украсне рибњаке, чиме се стварају услови за непрестано кретање (треперење) водених површина, што ће учинити воду негостољубивом средином за боравак ларви комараца.

#### Примена средства за сузбијање комараца
Биоцидни производи, у које спадају и инсектициди, су средства која се данас најчешће користе за сузбијање комараца. Њихово стављање у промет усклађено је са Законом о биоцидним производима, чије спровођење контролишу Агенције за хемикалије земаља које су тај закон донеле. Како биоциди у себи садрже супстанце које имају потенцијални ризик по здравље људи, животиња и животну средину основни разлог је што ови производи, пре стављања у промет, подлежу посебној процедури у којој се њихов промет и коришћење одобрава само ако се утврди да представљају прихватљив ризик по здравље људи, животиња и животну средину.
Средства за сузбијање комараца у отвореном простору омогућавају контролу популације комараца тако што уништавају одрасле јединке комараца, односно редукују њихов број (адултициди) или тако што онемогућавају развој комараца из ларви (ларвициди).
Биоцидни производи који се користе у многим земљама, укључујући и Србију, а користе за адултицидни третман комараца из ваздуха најчешће су на бази ламбда-цихалотрина, док се за адултицидни третман са земље користе биоцидни производи који су на бази неколико хемијских активних супстанци из групе пиретроида (ламбда-цихалотрин, делтаметрин и сл.). За ларвицидни третман комараца користе се биоцидни производи који могу бити на бази биолошких активних супстанци тј. бактерија из рода Bacillus које су показале веома селективно токсично дејство на ларве комараца, а без штетних ефеката на друге организме, људе и животну средину, или на бази хемијских активних супстанци (нпр. дифлубензурон) које делују као регулатори раста ларви комараца. У доњој табели приказани су најчешће примењивани пестициди широм Света у контроли комараца:
| Инсектициди који се користе у контроли комараца   | | |
| Инсектициди                                       | Врсте | Механизми дејства |
| Адултициди средства за контролу одраслих комараца | Органофосфати: Синтетички пиретроиди: | Примењују се у облику спрејева ултра ниског волумена (УЛВ). Применом финих капљица, аеросола, адултициди дуго остају у ваздуху и у контакту са летећим комарцима изазивају њихову смрт. У зависности од величине подручја, примењују се у количинама мањим од 3 грама по хектару, што минимизира штетни утицај по људе и животну средину. |
| Ларвициди средства за контролу ларви комараца     | Бактеријски инсектициди: Bacillus thuringiensis, Bacillus sphaericus Инхибитори раста комараца: Органски инсектиди: Остала средства: Минерална уља, Мономолекуларни филмови | Ларвициди су хемикалије тако дизајниране да се њиховом применити на воденим површинама онемогућава развој комараца из ларви. |
| Синергисти                                        | Piperonyl Butoxide, N-Octyl bicycloheptene dicarboximide | Синергисти нису директно токсични на комарце, али њихова примена чини адултициде ефикаснијим. |

### Личне мере заштите од уједа комараца
Преузимањем следећих, једноставних мера предострожности (личне заштите), може се умањила шанса да нека особа буде уједена од стране комараца, а на тај начин и шансе за инфекцију Зика вирусом;
- За време боравка на отвореном простору, потребна је редовна употреба репелената против инсеката, који у себи садрже ДЕЕТ или друге одобрене састојке.
- Избегавање боравка на отвореном у време периода најинтензивније активности комараца - у сумрак и у зору.
- Избегавање подручја са великим бројем инсеката, као што су шуме и мочваре.
- Ношењем заштитне одеће као што су кошуље дугих рукава, дуге панталоне, шешири и светло обојене одећа најбоља су заштита јер комарци имају тенденцију да буду привучени тамним бојама.
- На вратима и прозорима треба уградити заштитне мреже, које требају да буду без рупа и да чврсто належу уз подлогу како би омогућили комарцима да продру у затворени простор.
- По могућству боравак у климатизованим просторима, јер је број инсеката у таквим условима значајно смањен.

### Изолација оболелих од Зика грознице и заштита здравственог особља
Да би се спречио даљи пренос вируса на друге људи, контакт између Зика вирусом заражених болесника и комараца треба спречити или свести на најмању могућу меру током прве недеље лечења болести (виремична фаза). У ту сврху треба употребљавати комарнике (инсектицидом импрегниране или не) и друге изолиране просторије од приступа комараца.
Здравствени радници који пружају негу оболелима од Зика грознице, такође се морају заштитити од уједа комараца применом репелената ношењем одеће са дугим рукавима и дугим панталонама.

## ПрепорукеСЗОза контролу Зика вируса
СЗО препоручује земљама чланицама да контролишу кретање Зика грознице кроз:
- Јачање надзора над зараженим подручјима;
- Изградњу лабораторија, или опремање постојећих за детекцију Зика вируса;
- Сарадњу са земљама за уништавање популација комараца;
- Израду препорука за клиничку негу (терапију) и праћење особа инфицираних Зика вирусом и
- Подршку и дефинисање приоритетних области у истраживањима Зика болести и њених могућих компликација.
- Препоруку за увођење националних смерница, којим се регулише примена ултразвука у завршном тромесечју ниско-ризичних трудноћа. Када се сумња на микроцефалију, на бази изолованих скенирања, ултразвучни мониторинг може бити оправдан за мерење развоја обима главе и прикупљање других феталних антропометријских података, као и да се открије појава други конгенитални дефекта, када су потребни медицински ресурси доступни.